# Сільвія Розе
Сільвія Розе (нім. Sylvia Rose, 23 грудня 1962) — німецька академічна веслувальниця.
Олімпійська чемпіонка 1988 року в складі розпашної четвірки зі стерновою.
Срібна призерка Чемпіонату світу 1986, 1987 років у складі розпашної четвірки зі стерновою.